# 腓骨

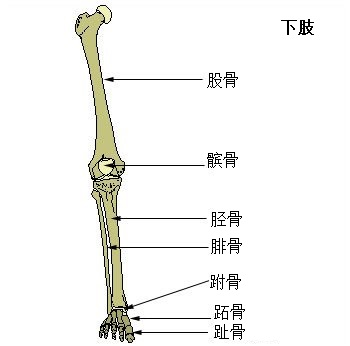
下肢骨骼解剖图

腓骨（英語：fibula）是人和脊椎动物（四足类）小腿上的两块长骨之一，位于小腿外侧，较细；某些动物（如蛙和蟾蜍等）腓骨与其内侧的胫骨融合成胫腓骨（tibiofibula）。腓骨比胫骨细，作为肌肉韧带附着点，辅助承重；胫骨较粗壮，才是主要的承重骨。
腓骨上端称作腓骨小头，可以从皮肤外表面触及到；上端仅与胫骨相连接，不参与膝关节的组成；腓骨体细长，附着骨间膜；腓骨下端形成的突起为外踝；腓骨下端、胫骨下端及距骨构成踝关节。

## 外部連結
- 解剖學(Anatomy)-骨頭-Fibula(腓骨) （页面存档备份，存于）